# Kirchheim (Turíngia)
Kirchheim é uma vila e antigo município da Alemanha localizado no distrito de Ilm-Kreis, estado da Turíngia. Kirchheim foi a sede do antigo verwaltungsgemeinschaft de Riechheimer Berg. Desde janeiro de 2019, forma parte do município de Amt Wachsenburg.